# Brives (Indre)
Pour les articles homonymes, voir Brives.
Brives est une commune française située dans le département de l'Indre, en région Centre-Val de Loire.

## Géographie

### Localisation
La commune est située dans l'est du département, dans la région naturelle de la Champagne berrichonne.
Les communes chefs-lieux et préfectorales sont : Issoudun (12 km), Châteauroux (19 km), La Châtre (29 km) et Le Blanc (71 km).

### Communes limitrophes
Les communes limitrophes sont : Meunet-Planches (1 km), Vouillon (3 km), Sainte-Fauste (6 km) et Thizay (7 km)

### Hameaux et lieux-dits
Les hameaux et lieux-dits de la commune sont : le Petit Villiers, le Grand Villiers et la Gentillerie.

### Géologie et hydrographie
La commune est classée en zone de sismicité 2, correspondant à une sismicité faible.
Le territoire communal est arrosé par la rivière Théols et son affluent le Liennet qui y confluent.

### Climat
Pour des articles plus généraux, voir Climat du Centre-Val de Loire et Climat de l'Indre.
En 2010, le climat de la commune est de type climat océanique dégradé des plaines du Centre et du Nord, selon une étude du CNRS s'appuyant sur une série de données couvrant la période 1971-2000. En 2020, Météo-France publie une typologie des climats de la France métropolitaine dans laquelle la commune est exposée à un climat océanique altéré et est dans une zone de transition entre les régions climatiques « Centre et contreforts nord du Massif Central » et « Ouest et nord-ouest du Massif Central ».
Pour la période 1971-2000, la température annuelle moyenne est de 11,3 °C, avec une amplitude thermique annuelle de 15,4 °C. Le cumul annuel moyen de précipitations est de 754 mm, avec 11,7 jours de précipitations en janvier et 7 jours en juillet. Pour la période 1991-2020, la température moyenne annuelle observée sur la station météorologique de Météo-France la plus proche, « Châteauroux Déols », sur la commune de Déols à 18 km à vol d'oiseau, est de 12,1 °C et le cumul annuel moyen de précipitations est de 728,6 mm,. Pour l'avenir, les paramètres climatiques de la commune estimés pour 2050 selon différents scénarios d'émission de gaz à effet de serre sont consultables sur un site dédié publié par Météo-France en novembre 2022.

### Voies de communication et transports
Le territoire communal est desservi par les routes départementales : 19, 19A et 19C.
La gare ferroviaire la plus proche est la gare de Neuvy-Pailloux, à 9 km.
Brives est desservie par la ligne D du Réseau de mobilité interurbaine.
L'aéroport le plus proche est l'aéroport de Châteauroux-Centre, à 23 km.

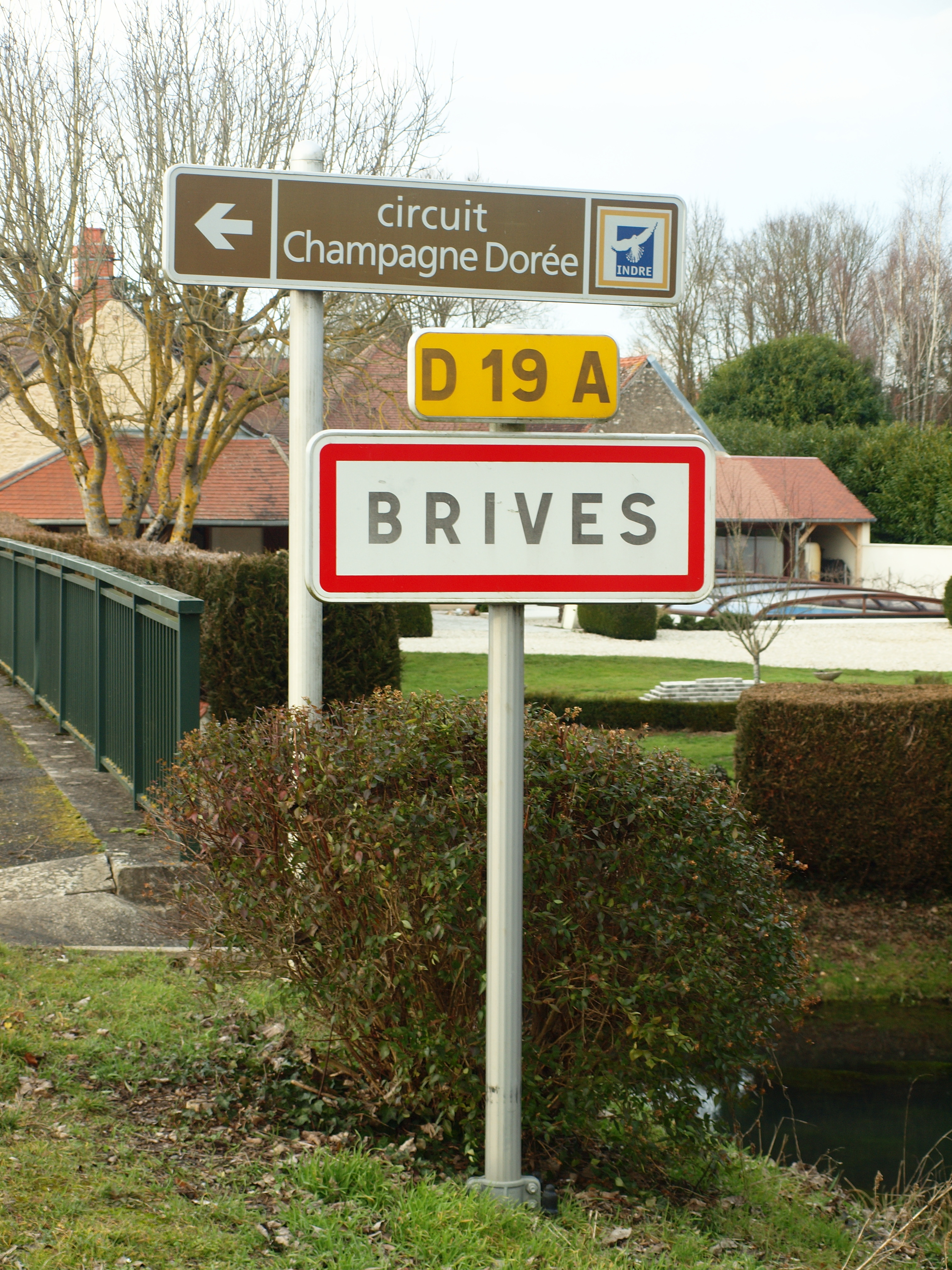
Le panneau d'entrée d’agglomération en 2017.
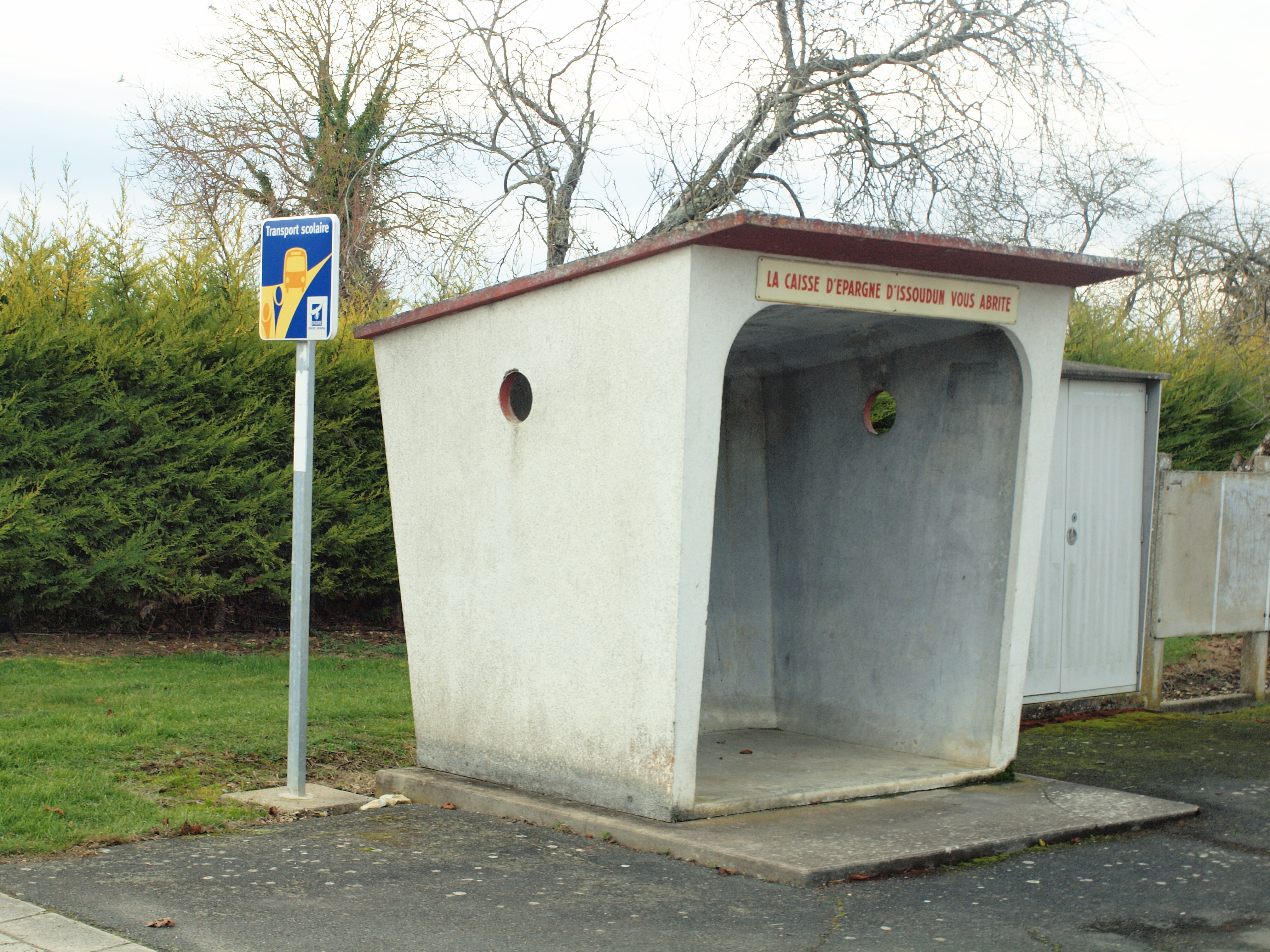
L'arrêt de bus en 2017.

## Urbanisme

### Typologie
Au 1er janvier 2024, Brives est catégorisée commune rurale à habitat dispersé, selon la nouvelle grille communale de densité à sept niveaux définie par l'Insee en 2022.
Elle est située hors unité urbaine. Par ailleurs la commune fait partie de l'aire d'attraction d'Issoudun, dont elle est une commune de la couronne,. Cette aire, qui regroupe 20 communes, est catégorisée dans les aires de moins de 50 000 habitants,.

### Occupation des sols
L'occupation des sols de la commune, telle qu'elle ressort de la base de données européenne d’occupation biophysique des sols Corine Land Cover (CLC), est marquée par l'importance des territoires agricoles (81,5 % en 2018), une proportion sensiblement équivalente à celle de 1990 (81,3 %). La répartition détaillée en 2018 est la suivante : 
terres arables (73,7 %), forêts (17,1 %), zones agricoles hétérogènes (6,7 %), milieux à végétation arbustive et/ou herbacée (1,3 %), prairies (1,2 %). L'évolution de l’occupation des sols de la commune et de ses infrastructures peut être observée sur les différentes représentations cartographiques du territoire : la carte de Cassini (XVIIIe siècle), la carte d'état-major (1820-1866) et les cartes ou photos aériennes de l'IGN pour la période actuelle (1950 à aujourd'hui).

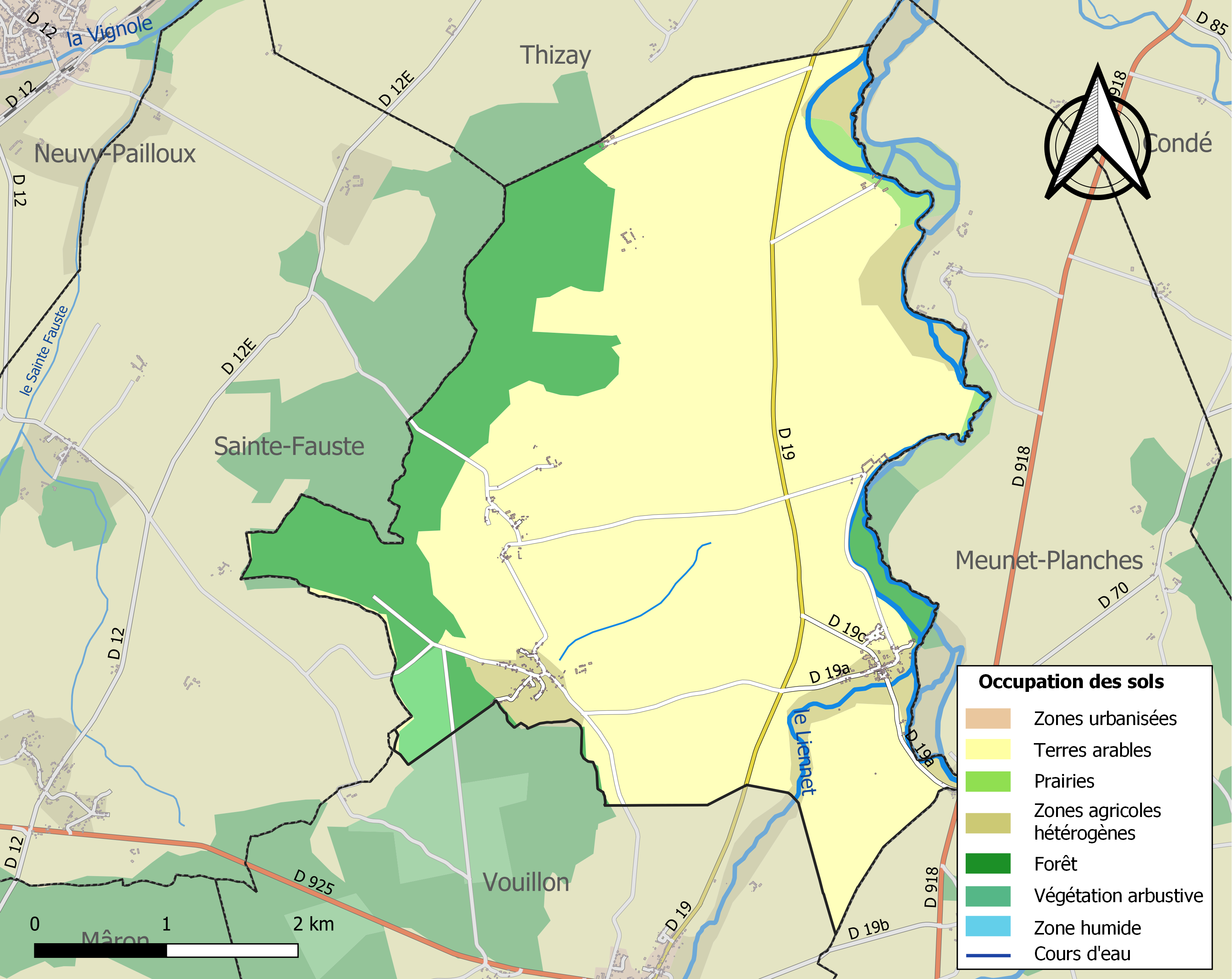
Carte des infrastructures et de l'occupation des sols de la commune en 2018 (CLC).

### Logement
Le tableau ci-dessous présente le détail du secteur des logements de la commune :
| Date du relevé                                              | 2013   | 2015   |
| Nombre total de logements                                   | 144    | 138    |
| Résidences principales                                      | 81,4 % | 82,6 % |
| Résidences secondaires                                      | 7 %    | 6,5 %  |
| Logements vacants                                           | 11,7 % | 10,9 % |
| Part des ménages propriétaires de leur résidence principale | 78,1 % | 78,1 % |

### Risques majeurs
Le territoire de la commune de Brives est vulnérable à différents aléas naturels : météorologiques (tempête, orage, neige, grand froid, canicule ou sécheresse), inondations, feux de forêts, mouvements de terrains et séisme (sismicité faible). Un site publié par le BRGM permet d'évaluer simplement et rapidement les risques d'un bien localisé soit par son adresse soit par le numéro de sa parcelle.
Certaines parties du territoire communal sont susceptibles d’être affectées par le risque d’inondation par débordement de cours d'eau, notamment la Théols et le Liennet. La commune a été reconnue en état de catastrophe naturelle au titre des dommages causés par les inondations et coulées de boue survenues en 1982, 1997, 1999 et 2016,.
Pour anticiper une remontée des risques de feux de forêt et de végétation vers le nord de la France en lien avec le dérèglement climatique, les services de l’État en région Centre-Val de Loire (DREAL, DRAAF, DDT) avec les SDIS ont réalisé en 2021 un atlas régional du risque de feux de forêt, permettant d’améliorer la connaissance sur les massifs les plus exposés. La commune, étant pour partie dans le massif de Maron, est classée au niveau de risque 4, sur une échelle qui en comporte quatre (1 étant le niveau maximal).

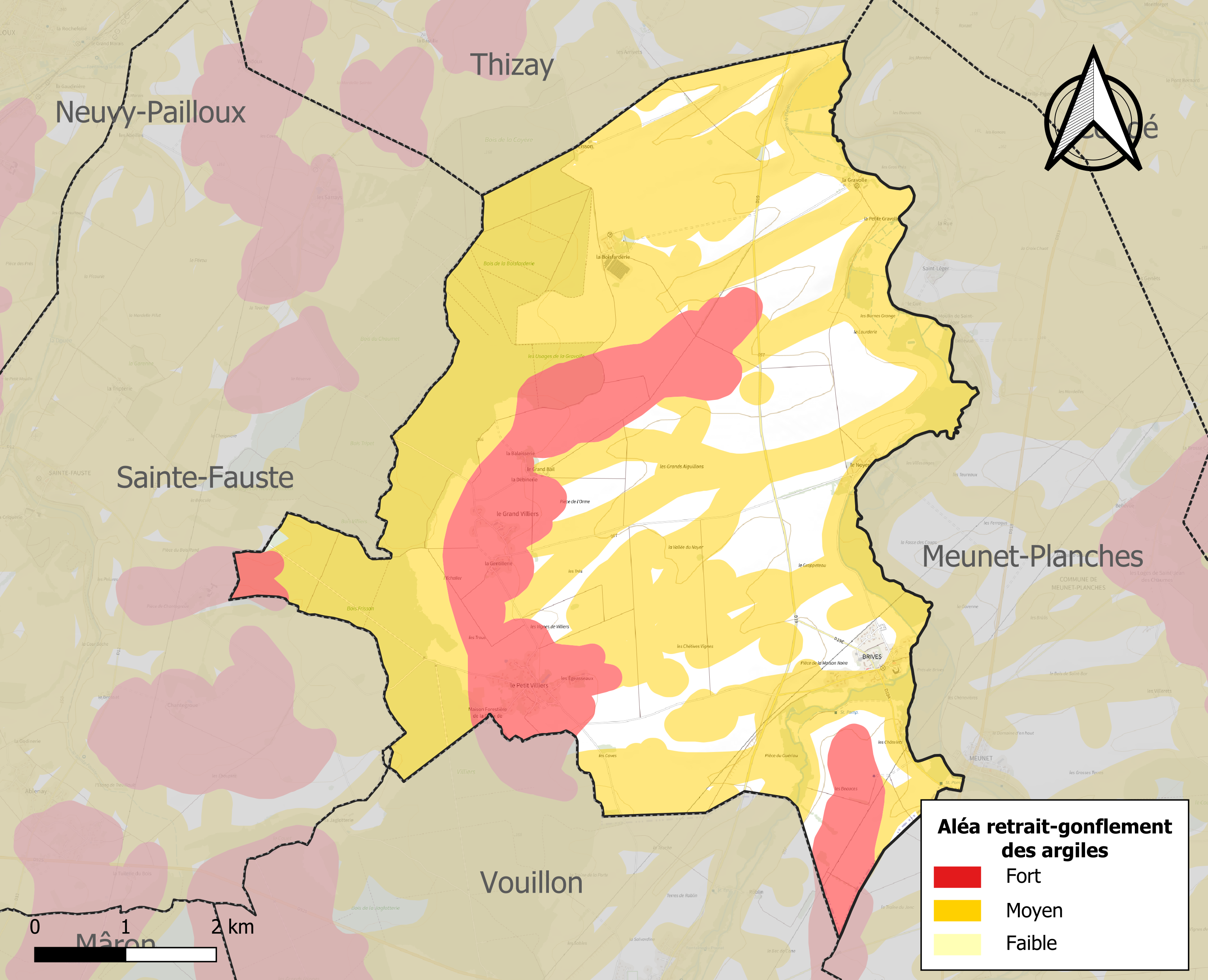
Carte des zones d'aléa retrait-gonflement des sols argileux de Brives.

Les mouvements de terrains susceptibles de se produire sur la commune sont des tassements différentiels.
Le retrait-gonflement des sols argileux est susceptible d'engendrer des dommages importants aux bâtiments en cas d’alternance de périodes de sécheresse et de pluie. 82,6 % de la superficie communale est en aléa moyen ou fort (84,7 % au niveau départemental et 48,5 % au niveau national). Sur les 140 bâtiments dénombrés sur la commune en 2019, 119 sont en aléa moyen ou fort, soit 85 %, à comparer aux 86 % au niveau départemental et 54 % au niveau national. Une cartographie de l'exposition du territoire national au retrait gonflement des sols argileux est disponible sur le site du BRGM,.
Concernant les mouvements de terrains, la commune a été reconnue en état de catastrophe naturelle au titre des dommages causés par la sécheresse en 1989, 1991, 1992, 2006, 2018 et 2019 et par des mouvements de terrain en 1999.

## Toponymie
Le nom de la commune est attesté très tôt : Briva à l’époque mérovingienne, in vicaria Brivense en 859 et 1046, Vicaria Brivensis en 917, et Ecclesia de Brivis en 1212.
Le toponyme vient du gaulois briva, qui signifie « pont ».

## Histoire
Une imposante borne milliaire gallo-romaine trouvée sur la commune de Meunet-Planches au niveau du passage du gué sur la Théols est exposée au Musée de l'Hospice Saint-Roch à Issoudun. Elle signalait le passage d'une voie romaine importante par ces deux communes. Au Haut-Moyen-Âge, elle a été fendue en deux et recreusée pour être remployée comme sarcophage.
La commune fut rattachée de 1973 à 2015 au canton d'Issoudun-Sud.

## Politique et administration
La commune dépend de l'arrondissement d'Issoudun, du canton de La Châtre, de la deuxième circonscription de l'Indre et de la communauté de communes Champagne Boischauts.
| Période                                  | Période   | Identité       | Étiquette | Qualité             |
| ---------------------------------------- | --------- | -------------- | --------- | ------------------- |
| avant 1995                               | ?         | Guy Longuet    |           |                     |
| 1999,                                    | mars 2014 | Claude Plisson | ?         | Exploitant agricole |
| mars 2014                                | En cours  | Annie Barreau  | DVD       | Retraitée           |
| Les données manquantes sont à compléter. |           |                |           |                     |

## Population et société

### Démographie
L'évolution du nombre d'habitants est connue à travers les recensements de la population effectués dans la commune depuis 1793. Pour les communes de moins de 10 000 habitants, une enquête de recensement portant sur toute la population est réalisée tous les cinq ans, les populations de référence des années intermédiaires étant quant à elles estimées par interpolation ou extrapolation. Pour la commune, le premier recensement exhaustif entrant dans le cadre du nouveau dispositif a été réalisé en 2005.

En 2022, la commune comptait 239 habitants, en évolution de −8,78 % par rapport à 2016 (Indre : −3 %, France hors Mayotte : +2,11 %).
| 1793 | 1800 | 1806 | 1821 | 1831 | 1836 | 1841 | 1846 | 1851 |
| ---- | ---- | ---- | ---- | ---- | ---- | ---- | ---- | ---- |
| 482  | 393  | 442  | 555  | 604  | 615  | 576  | 606  | 636  |

| 1856 | 1861 | 1866 | 1872 | 1876 | 1881 | 1886 | 1891 | 1896 |
| ---- | ---- | ---- | ---- | ---- | ---- | ---- | ---- | ---- |
| 636  | 588  | 582  | 560  | 549  | 521  | 501  | 488  | 456  |

| 1901 | 1906 | 1911 | 1921 | 1926 | 1931 | 1936 | 1946 | 1954 |
| ---- | ---- | ---- | ---- | ---- | ---- | ---- | ---- | ---- |
| 443  | 451  | 431  | 417  | 406  | 367  | 361  | 391  | 314  |

| 1962 | 1968 | 1975 | 1982 | 1990 | 1999 | 2005 | 2006 | 2010 |
| ---- | ---- | ---- | ---- | ---- | ---- | ---- | ---- | ---- |
| 287  | 226  | 204  | 190  | 191  | 198  | 253  | 265  | 276  |

| 2015 | 2020 | 2022 | - | - | - | - | - | - |
| ---- | ---- | ---- | - | - | - | - | - | - |
| 266  | 245  | 239  | - | - | - | - | - | - |

### Enseignement
La commune ne possède pas de lieu d'enseignement.

### Médias
La commune est couverte par les médias suivants : La Nouvelle République du Centre-Ouest, Le Berry républicain, L'Écho - La Marseillaise, La Bouinotte, Le Petit Berrichon, France 3 Centre-Val de Loire, Berry Issoudun Première, Vibration, Forum, France Bleu Berry et RCF en Berry.

## Économie
La commune se situe dans l’aire urbaine de Châteauroux, dans la zone d’emploi de Châteauroux et dans le bassin de vie d'Issoudun.
La commune se trouve dans l'aire géographique et dans la zone de production du lait, de fabrication et d'affinage du fromage Valençay.
La culture de la lentille verte du Berry est présente dans la commune.

## Culture locale et patrimoine

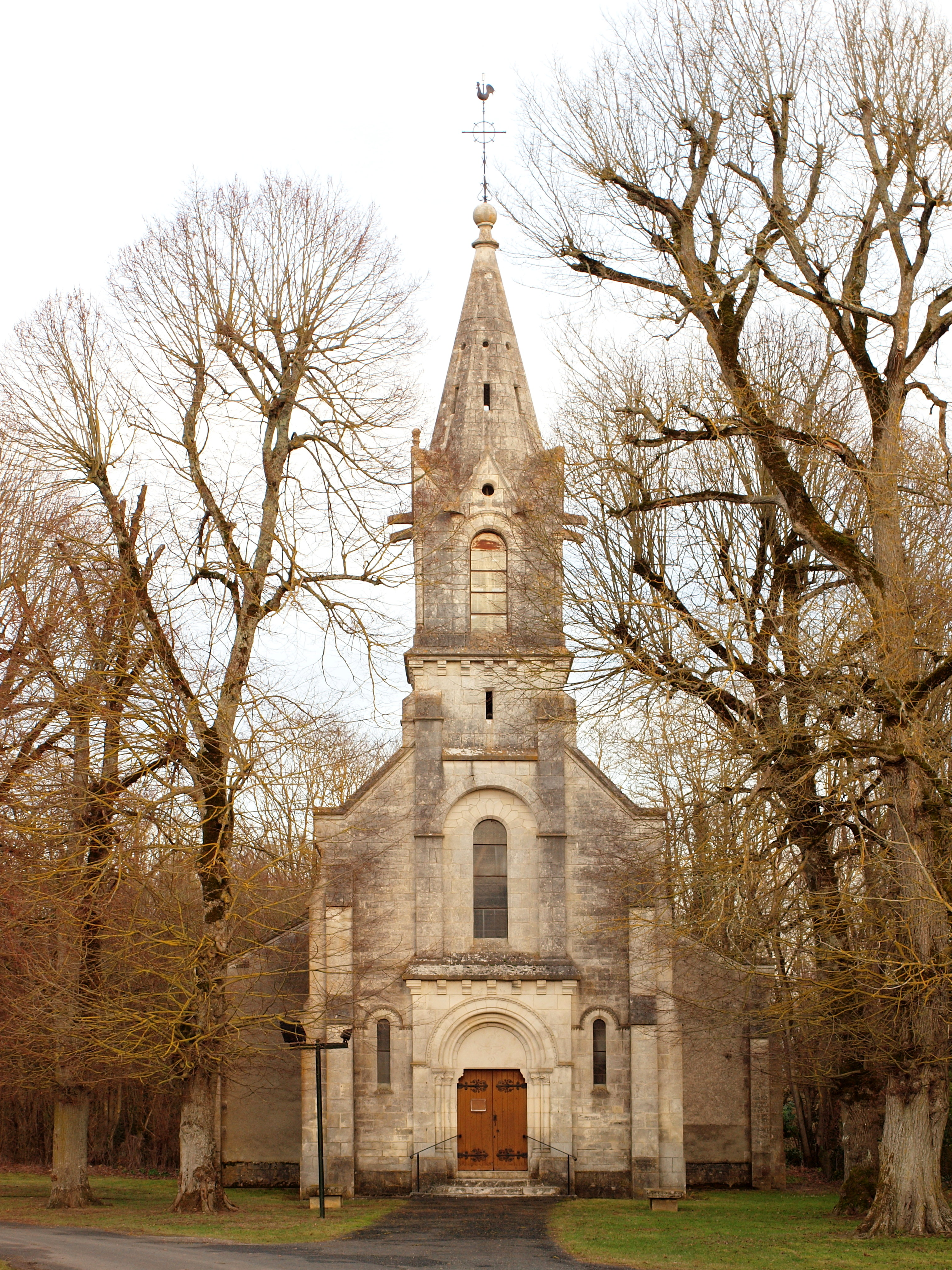
L'église en 2017.

### Lieux et monuments
- Église Saint-Étienne, édifiée entre 1875 et 1881 dans un style néogothique.
- Monument aux morts
- Bouche d'incendie

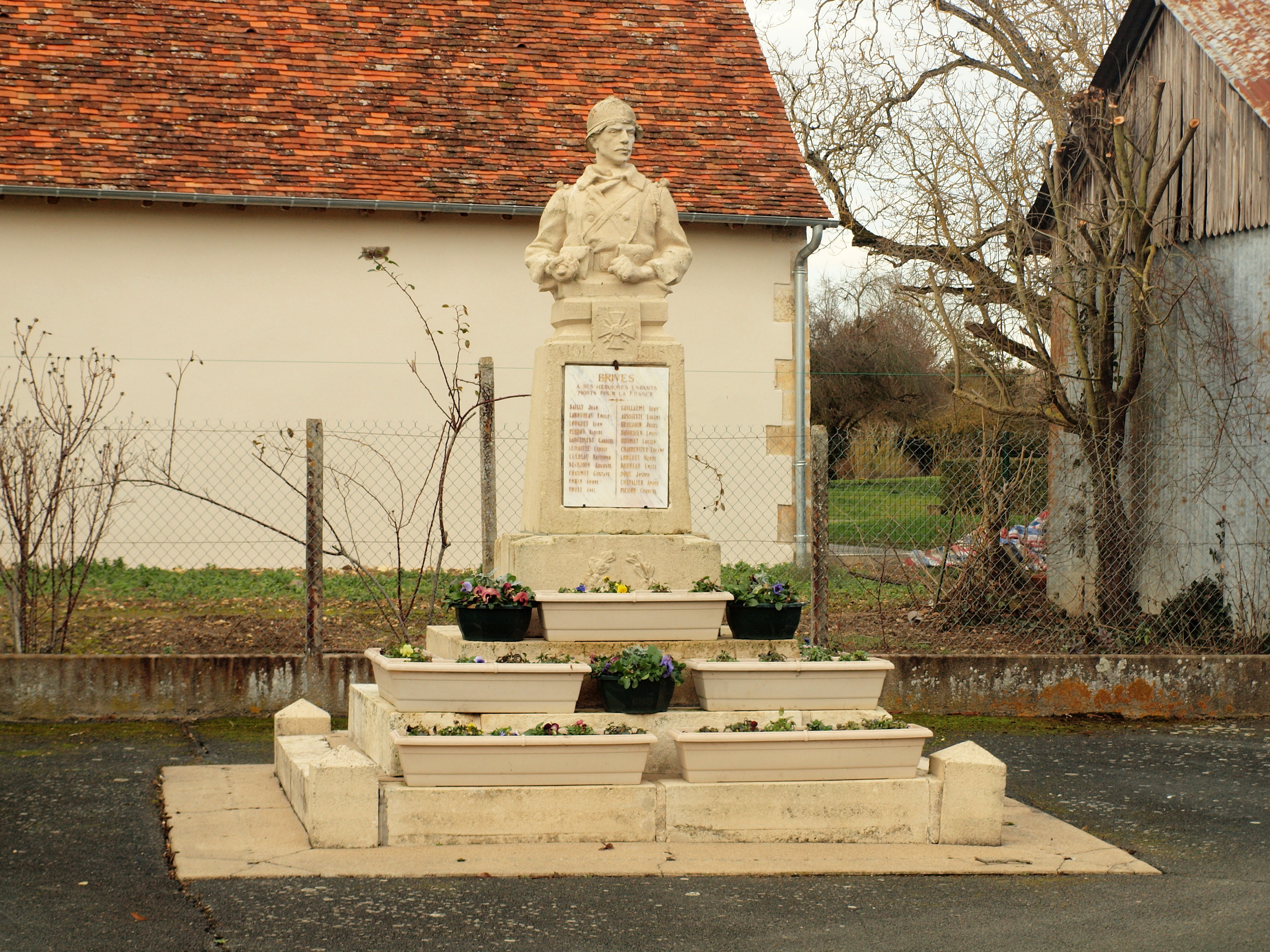
Le monument aux morts en 2017.
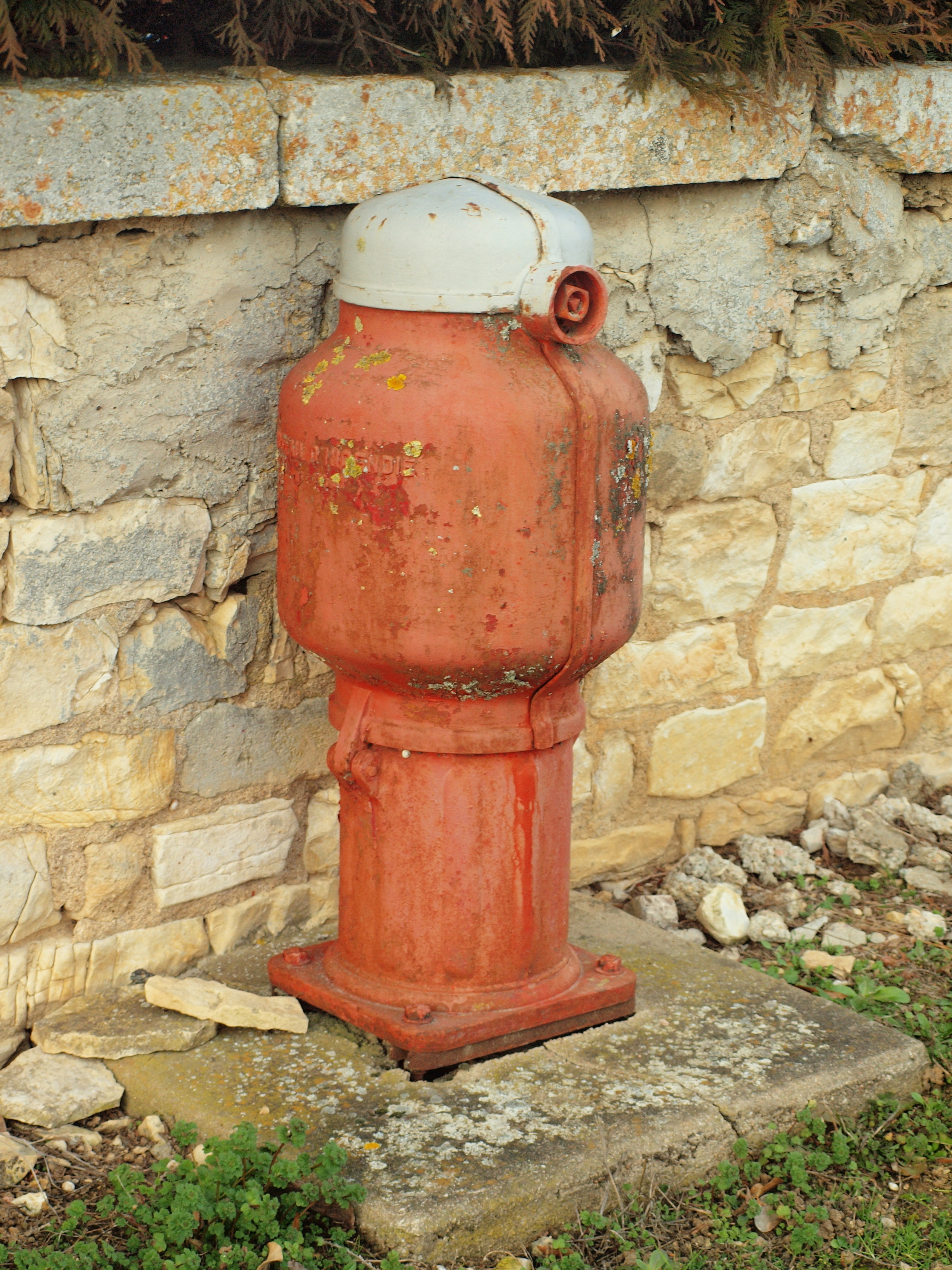
La bouche d'incendie en 2017.

### Personnalités liées à la commune
- Henri Garçon (1866-1944), général français mort sur la commune.